# グレイブス郡 (ケンタッキー州)
グレイブス郡（英: Graves County）は、アメリカ合衆国ケンタッキー州の西部に位置する郡である。2010年国勢調査での人口は37,121人であり、2000年の37,028人から0.3%増加した。郡庁所在地はメイフィールド市（人口10,024人）であり、同郡で人口最大の都市でもある。グレイブス郡は1824年に設立され、郡名は米英戦争のフレンチタウンの戦いで戦死した軍人ベンジャミン・F・グレイブス少佐（1771年-1813年）に因んで名付けられた。
グレイブス郡はその全体でメイフィールド小都市圏を構成している。基本的にはアルコール飲料の販売が禁止される「ドライ郡」（禁酒郡）だが、メイフィールド市にある100席以上のレストラン、およびメイフィールド・ゴルフ・アンド・カントリークラブではワインとビールの販売が認められている。

## 歴史
グレイブス郡は州内でも面積が大きい方の郡であり、郡の歴史ではアメリカ合衆国副大統領1人、アメリカ合衆国下院議員4人を輩出し、有名・悪名の英雄、歌手、作詞家、著作家がおり、また歴史史跡の遺産もある。
郡内の土地は肥沃であり、バージニア州、ノースカロライナ州、サウスカロライナ州、テネシー州から開拓者を惹き付け、それがある程度の教養と文化をもたらし、土地を守ってきた。政治、経済、社会環境の中で特徴があり、おそらく唯一のものを作り上げる根を下ろしてきた。
タバコが長年地域経済の中で大きな部分を占めており、暗色系葉のタバコ栽培では豊富な歴史がある。南北戦争前に始められた毛織物製造工場は衣類市場と共に成長を続けた。幾つかの衣料品会社ができて、マイナーリーグ野球チームにはメイフィールド・クロージアーズという名前が付けられた。
2011年9月、一頭立て馬車に安全用の橙色三角板を付けようとしなかったアーミッシュの男達を投獄したことで、全国のニュースになった。これらシュワルツェントルーバー・アーミッシュは反射テープを使っていたが、橙色三角板の使用は拒んだ。2008年に有罪とされたことを控訴していたものが差し戻された後、メノ・ズーク、ダニー・バイラー、モース・ヨーダー、リーバイ・ホテットラー、デイビッド・ズーク、イーライ・ズークが、その有罪に課された少額の科料支払いを拒絶した。監獄のウェブサイトに拠れば、6人全員がグレイブス郡監獄に3日ないし10日間の投獄と宣告された刑期を終えていた。グレイブス郡主任副保安官のティム・ウォーレンは、これらの者達が「大変礼儀正しく、恭しく、想像できる通りだった」と語った。その投獄の宣告に対して出頭したときは「日曜の晴れ着」を着ていた。監獄の橙色の制服着用を強制されなかったとウォーレンは語った。彼等は暗い灰色に染められた制服の着用を認められたが、自分達の服を着用することは認められなかった。

## 地理
アメリカ合衆国国勢調査局に拠れば、郡域全面積は556.46平方マイル (1,441.2 km2)であり、このうち陸地555.59平方マイル (1,439.0 km2)、水域は0.87平方マイル (2.3 km2)で水域率は0.16%である。

### 隣接する郡
- マクラッケン郡 - 北
- マーシャル郡 - 北東
- カロウェイ郡、ヘンリー郡 (テネシー州) - 南東
- ウィークリー郡 (テネシー州) - 南
- ヒックマン郡 - 南西
- カーライル郡 - 北西

### 国立保護地域
- クラークス川国立野生生物保護区（部分）

## 人口動態
以下は2000年国勢調査による人口統計データである。
| 基礎データ - 人口: 37,028人 - 世帯数: 14,841 世帯 - 家族数: 10,566 家族 - 人口密度: 26人/km2（67人/mi2） - 住居数: 16,340軒 - 住居密度: 11軒/km2（29軒/mi2） 人種別人口構成 - 白人: 92.73% - アフリカン・アメリカン: 4.44% - ネイティブ・アメリカン: 0.20% - アジア人: 0.20% - 太平洋諸島系: 0.01% - その他の人種: 1.30% - 混血: 1.11% - ヒスパニック・ラテン系: 2.40% 年齢別人口構成 - 18歳未満: 24.5% - 18-24歳: 8.3% - 25-44歳: 27.3% - 45-64歳: 23.8% - 65歳以上: 16.1% - 年齢の中央値: 38歳 - 性比（女性100人あたり男性の人口） - 総人口: 95.0 - 18歳以上: 91.5 | 世帯と家族（対世帯数） - 18歳未満の子供がいる: 31.5% - 結婚・同居している夫婦: 57.9% - 未婚・離婚・死別女性が世帯主: 10.0% - 非家族世帯: 28.8% - 単身世帯: 26.2% - 65歳以上の老人1人暮らし: 12.7% - 平均構成人数 - 世帯: 2.44人 - 家族: 2.92人 収入と家計 - 収入の中央値 - 世帯: 30,874米ドル - 家族: 38,054米ドル - 性別 - 男性: 32,016米ドル - 女性: 20,177米ドル - 人口1人あたり収入: 16,834米ドル - 貧困線以下 - 対人口: 16.4% - 対家族数: 13.1% - 18歳未満: 21.7% - 65歳以上: 14.1% |

## 都市と町
| - メイフィールド - 郡庁所在地 - ベルシティ - ボーズ - クリアスプリングス - キューバ - ドッグウッド - ダブリン - デュークダム（部分） - フォルサムデール - ヒッコリー - ファンシーファーム - ファーミントン | - フェリシアナ - ケイラー - ローズ - リンビル - メルバー - ポッツビル - セダリア - シムソニア - ビオラ - ウォーターバレー - ウェストビオラ - ウェストプレーンズ - ウィンゴ |

## 著名な出身者
- アルバン・W・バークリー — アメリカ合衆国副大統領、アメリカ合衆国下院議員、同上院議員
- エイドリアン・スミス — NBAバスケットボール選手